# Oropsylla
Oropsylla (лат.) — род блох из семейства Ceratophyllidae. Большинство из входящих в него видов являются эктопаразитами грызунов или других млекопитающих. Род Oropsylla был описан Вагнером и И. Г. Иоффом в 1926 году.

## Виды
- Oropsylla alaskensis
- Oropsylla arctomys
- Oropsylla bruneri
- Oropsylla eatoni
- Oropsylla hirsuta
- Oropsylla idahoensis
- Oropsylla ilovaiskii
- Oropsylla labis
- Oropsylla montana
- Oropsylla oregonensis
- Oropsylla rupestris
- Oropsylla silantiewi
- Oropsylla tapina
- Oropsylla tuberculata
- Oropsylla washingtonensis